# Kattfötter
Kattfötter (Antennaria) är ett släkte om cirka 45 arter i familjen korgblommiga växter. Arterna förekommer i tempererade Europa, Asien, Nordamerika, söderut till Mexiko och Sydamerika. Några arter odlas som trädgårdsväxter i Sverige. Flera av arterna är apomiktiska, det vill säga att de förökar sig könlöst.
Släktet består av småväxta, fleråriga och mer eller mindre filthåriga örter med upprätta stjälkar. Bladen är lansettlika till spatelformade, vanligen oskaftade och de nedre bladen är samlade i rosetter. Blomkorgarna är toppställda, de är små och samlade i täta kvastar. Holkfjällen sitter i flera rader med hinnartad övre del. De kan vara vita, rosa eller bruna. Blommorna är enkönade och sitter på olika plator, (tvåbyggare). Hanblommorna är brett rörformade, medan honblommorna är smalt rörformade. Frukten har en hårpensel.